# K-173 Krasnoyarsk
El submarino ruso K-173 Krasnoyarsk fue un submarino de misiles de crucero de la clase Oscar II que operó para la Armada soviética y después para la Armada rusa. Se puso en servicio el 31 de diciembre de 1986. El Krasnoyarsk fue retirado del servicio activo y enviado al desguace.
El 29 de abril de 2016, el submarino se incendió mientras era desguazado en Vilyuchinsk y fue hundido para extinguir el fuego.